# Eggstedt
Eggstedt ist eine Gemeinde im Kreis Dithmarschen in Schleswig-Holstein.

## Geografie

### Lage
Der Ort liegt in der Nähe des Nord-Ostsee-Kanals und ist über die Abfahrt Schafstedt der Bundesautobahn 23 zu erreichen.

### Gemeindegliederung
Die Gemeinde besteht aus den Ortsteilen Eggstedt, Eggstedter Holz, Eggstedterdamm, Eggstedter Moor und Eggstedter Feld.

### Nachbargemeinden
Nachbargemeinden sind im Uhrzeigersinn im Norden beginnend die Gemeinden Schafstedt (im Kreis Dithmarschen), Holstenniendorf (im Kreis Steinburg) sowie Hochdonn, Großenrade, Süderhastedt und Krumstedt (alle im Kreis Dithmarschen).

## Geschichte
Urkundlich wurde Eggstedt das erste Mal 1538 als „Eckstede“ erwähnt. Der Name bedeutet Stätte oder Wohnstätte an der Ecke bzw. Kante.
Am 1. Dezember 1934 wurde die Kirchspielslandgemeinde Süderhastedt aufgelöst. Alle ihre Dorfschaften, Dorfgemeinden und Bauerschaften wurden zu selbständigen Gemeinden/Landgemeinden, so auch Eggstedt.
In der jüngeren Zeit war der Ort geprägt von Landwirtschaft und Handwerk. Mit dem Höfesterben in der Landwirtschaft ging auch der Rückgang der Handwerksbetriebe und des Handels einher. Heute müssen die meisten Berufstätigen zu ihren Arbeitsstätten pendeln.

## Politik

### Gemeindevertretung
Bei der Kommunalwahl am 14. Mai 2023 wurden insgesamt elf Sitze vergeben. Diese fielen alle an Gemeinsam für Eggstedt. Die Wahlbeteiligung betrug bei 53,5 %.

### Wappen

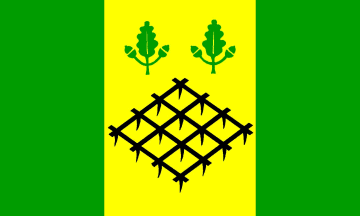
Flagge von Eggstedt

Blasonierung: „Über grünem Schildfuß, darin ein silberner Wellenbalken, in Gold eine übereck gestellte schwarze Egge. In den Oberecken je ein aus einem Blatt zwischen zwei Eicheln bestehender grüner Eichenzweig.“
Im Gemeindewappen von Eggstedt soll vorzugsweise der Ortsname bildlich zum Ausdruck gebracht werden. Aus volksetymologischer Sicht bleibt offen, ob der erste Namensbestandteil auf die Egge als landwirtschaftliches Arbeitsgerät oder auf die niederdeutsche Form des Baumes Eiche, also „Eke“, zurückzuführen ist. Deshalb sind beide Bildsymbole, Egge und Eiche, in das Wappen aufgenommen worden.

## Sehenswürdigkeiten
In der Liste der Kulturdenkmale in Eggstedt stehen die in der Denkmalliste des Landes Schleswig-Holstein eingetragenen Kulturdenkmale.